# Aedes rhungkiangensis
Aedes rhungkiangensis är en tvåvingeart som beskrevs av Chang 1974. Aedes rhungkiangensis ingår i släktet Aedes och familjen stickmyggor. Inga underarter finns listade i Catalogue of Life.